# Paul Vanhaecke
Paul Vanhaecke est le président du Cercle Bruges KSV, un club de football belge basé dans la ville de Bruges, du 1er janvier 2012 au 7 novembre 2014. Il a succédé à ce poste à Frans Schotte, parti présider le Gezinsbond, et nommé président d'honneur de l'association, qui le remplace après sa démission.

### Sources et liens externes
- Site officiel du Cercle de Bruges